# Chenque

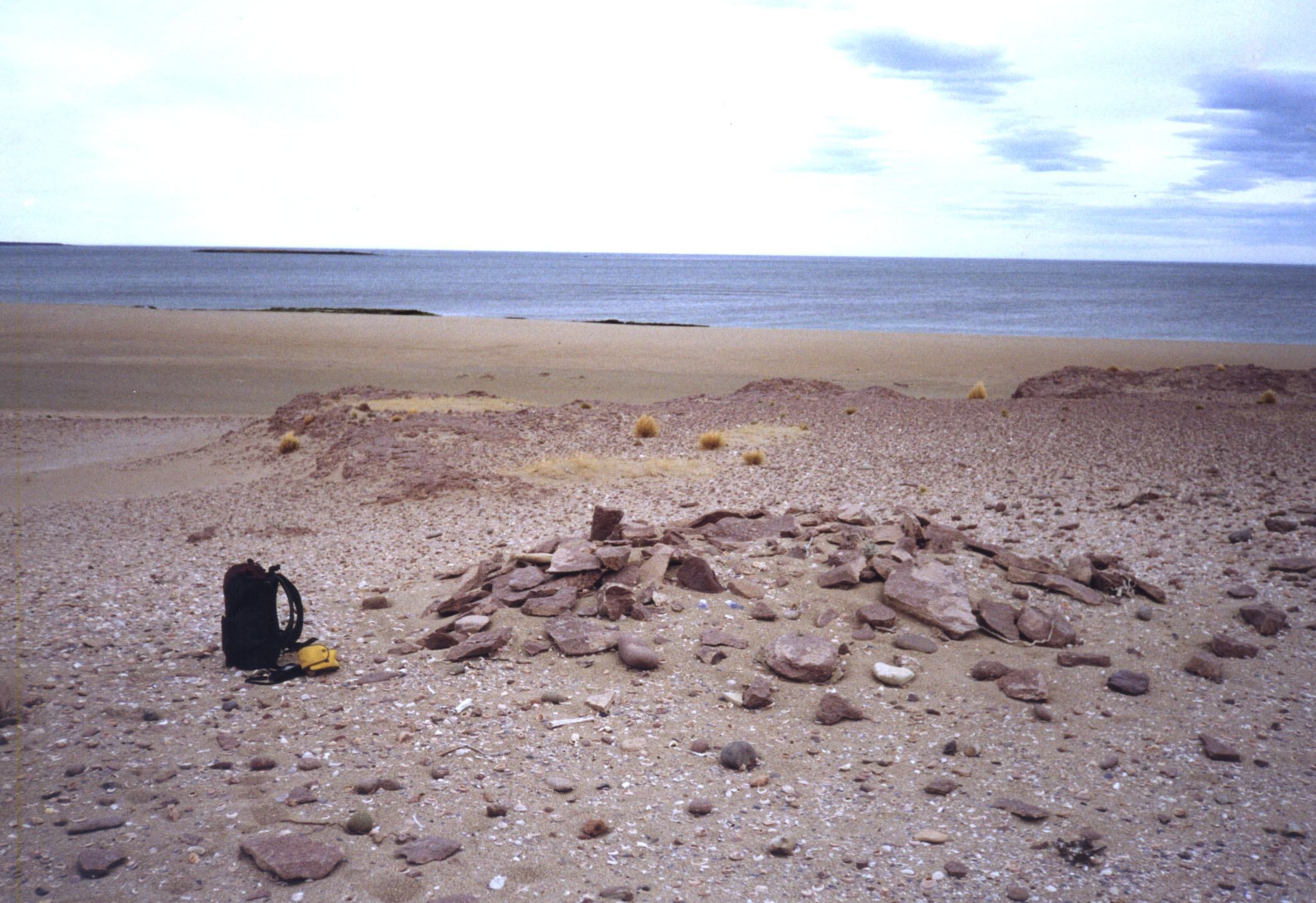
Chenque abierto (saqueado) en la costa de la Provincia de Santa Cruz (Argentina).

La palabra chenque es utilizada en la Patagonia argentina, y en menor medida en la región pampeana, para hacer referencias a las tumbas indígenas precolombinas. Una de las primeras referencias al uso de este término se encuentra en el trabajo del investigador francés Henri de La Vaulx, quien emplea el término tchenque para referirse a estructuras de entierro humano. En su libro La edad de la piedra en Patagonia (1905), Félix Outes sugiere que este podría haber sido el tipo de enterramiento más frecuente entre los antiguos pobladores de la región. Milcíades Alejo Vignati, en su trabajo Resultados de una excursión por la margen sur del río Santa Cruz (1934), propuso una relación causal entre el tipo de materiales presentes en la zona y la modalidad de inhumación, y estableció un área de distribución sobre la base de las investigaciones realizadas hasta esa fecha.

«..que los tchenques con acumulación de piedras cubriendo directamente los cadáveres, sin que antes se haya procedido a su inhumación, tienen como ámbito de distribución a los territorios de Santa Cruz y sur del Chubut...»

Las características del chenque son: que el cadáver o los cadáveres eran colocados sobre el suelo, pocas veces previa excavación de una fosa; encima se amontonaban grandes cantidades de piedras, con mayor o menor simetría. Generalmente se situaba el chenque en lo alto de los cerros, mirando hacia el Este. Algunos de estos correspondían a entierros múltiples, así como a entierros secundarios.
Según José Imbelloni, en 1923, la etimología de la palabra aludía a una leyenda araucana, la cual hacía referencia a un cerro que albergó a los antepasados araucanos durante el diluvio; por lo tanto en ciertos casos, el vocablo se utiliza para referirse al monte en general y luego al monte o cerro donde se hallan los entierros. 
Con posterioridad, otros autores como Milcíades Alejo Vignati, Leoncio Deodat y Marcelo Bórmida se refieren a diferentes casos de entierros indígenas a los que se han denominado como chenques. Estos autores se refieren en términos generales a estructuras sepulcrales que comparten ciertas características o patrones similares en su conformación, tales como ubicación en sectores destacados de la topografía y estructura demarcatoria de acumulación de rocas.
Las investigaciones realizadas en el sitio arqueológico Chenque I dan cuenta de la presencia de un cementerio utilizado con gran frecuencia y a lo largo de un tiempo prolongado, lo que sugiere una cierta concepción de la sacralidad de los ritos funerarios en los pueblos que lo utilizaron, caracterizados por un modo de vida cazador-recolector, con altos niveles de movilidad. El sitio se encuentra en el parque nacional Lihué Calel, en el homónimo, en la provincia de La Pampa, emplazado en una loma de baja altura. Las investigaciones hallaron dos niveles de enterramientos, con un total identificado mínimo de 31 individuos.